# プィーサンカ

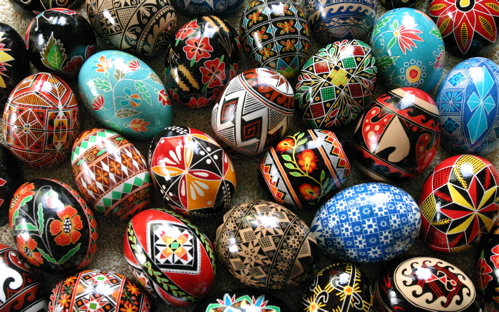
ウクライナのプィーサンカ。

プィーサンカ（ウクライナ語：Писанка）は、ウクライナの特産品、蝋結染め（バティック）技術によって装飾された卵である。古代ウクライナの迎春祭の象徴物であったが、11世紀以後キリスト教の復活祭に用いるイースターエッグとなった。古代スラヴ人の文化の影響を受けたウクライナの隣国にも用いられる。
2024年、ウクライナとエストニアの推薦で、ユネスコの無形文化遺産に登録された。

## 分類

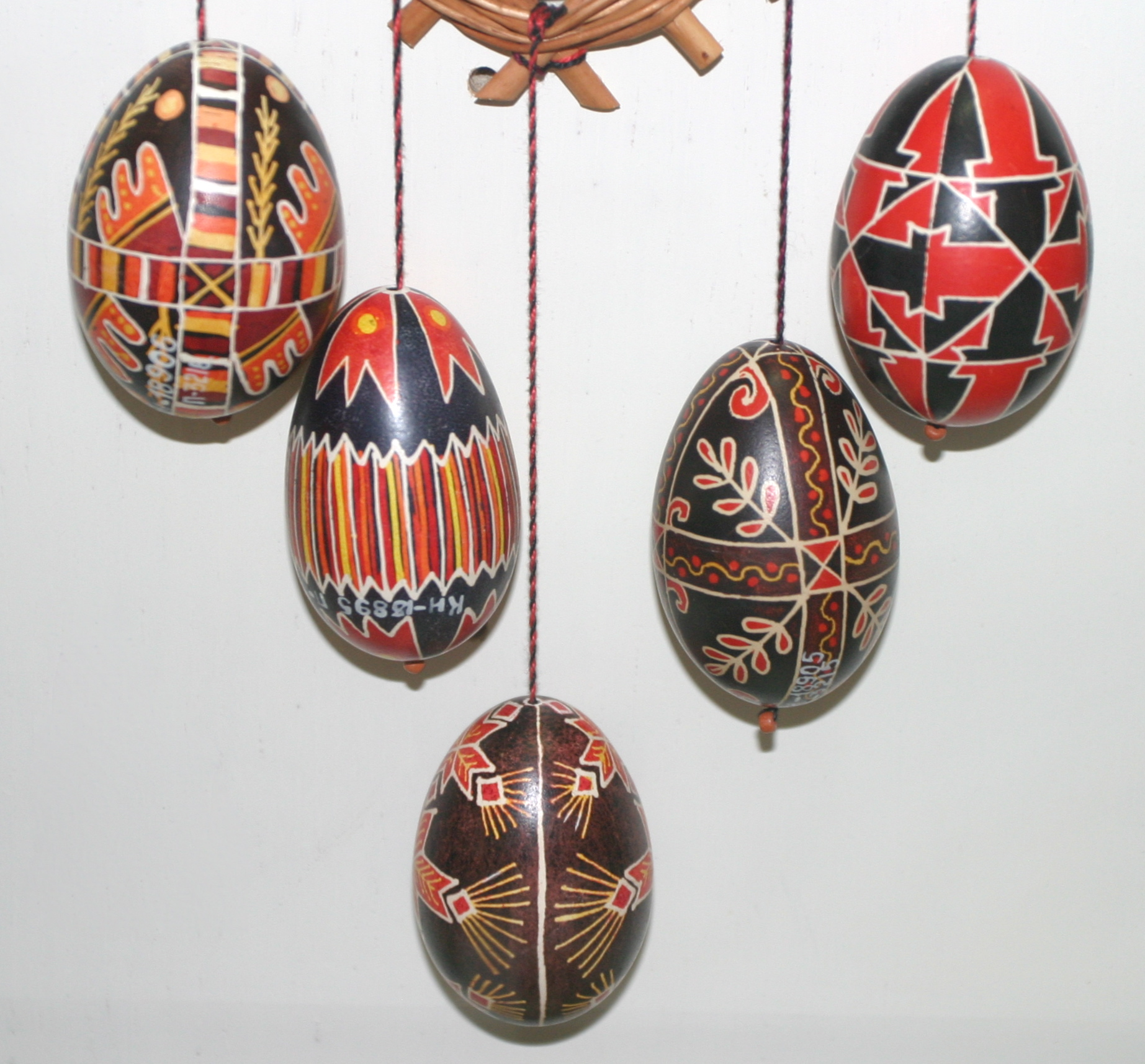
西ウクライナのプィーサンカ

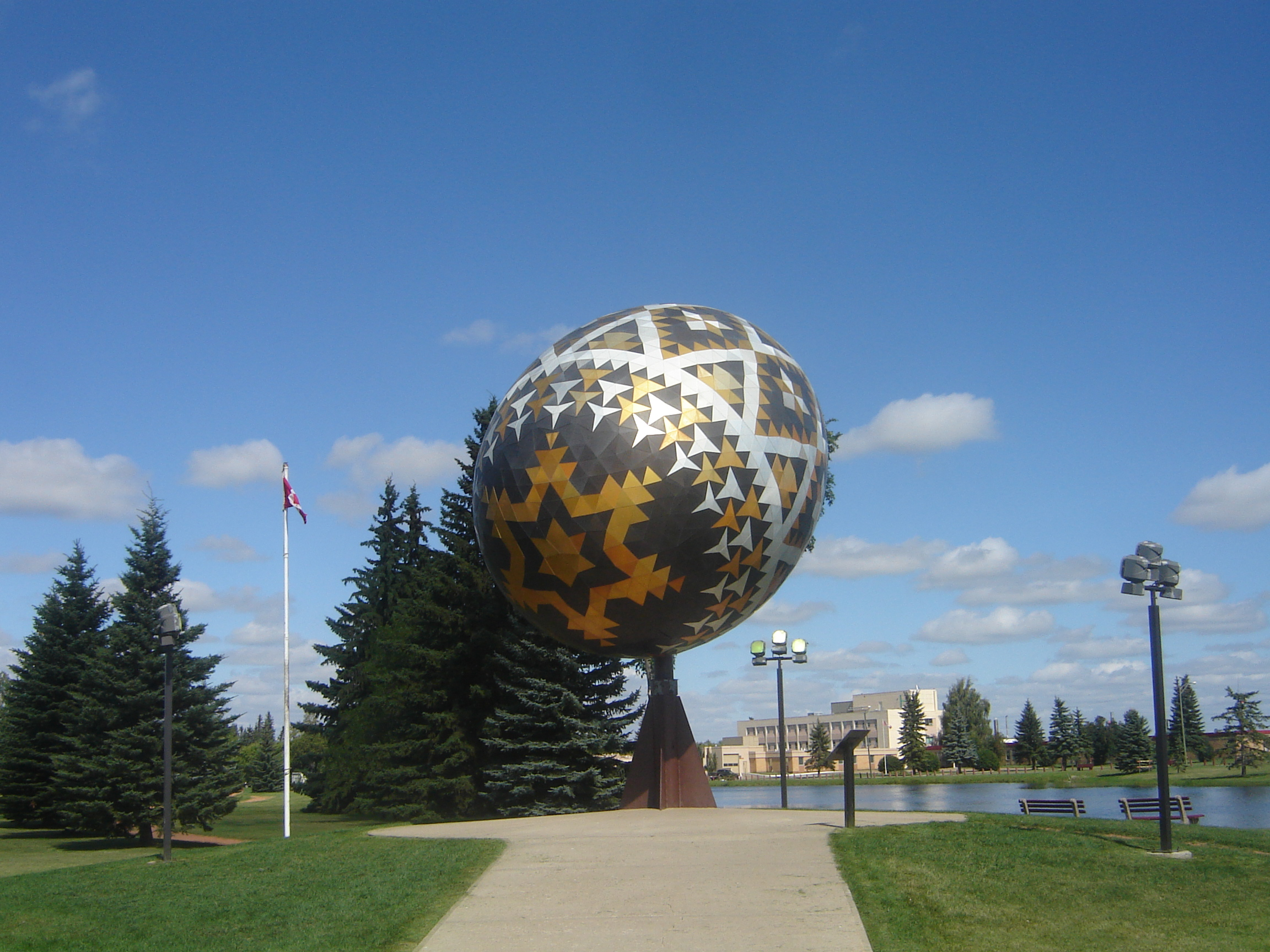
カナダでのプィーサンカ像

ウクライナにおいて、蝋結染め技術で装飾された卵のすべては「プィーサンカ」と呼ばれる。地方によって蝋結染め技術の多少の差異が見られ、その差異に応じて名称も異なることもある。

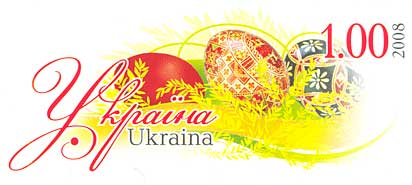
ウクライナのプィーサンカの切手（2008年）

- クラーシャンカ（ウクライナ語版）（Крашанка；意訳：「染め卵」；ウクライナ語の「クラースィティ」（красити、「染める」に由来する））は、一色に染めた殻つきの茹で卵である。その卵は復活祭の時に教会で祝福され、家庭内で食べられる。染料には野菜、特に玉ねぎの皮が用いられることが多い。
- プィーサンカ（Писанка；意訳：「描く卵」；ウクライナ語の「プィサーティ」（писати、「描く」に由来する））は、黄身・白身を除き、蝋結染め（バティック）技術によって装飾された生卵である。装飾は様々であり、蜜蝋を以て尖筆あるいはピンで描かれる。生卵の装飾を真似た木製卵も「プィーサンカ」と呼ばれることがある。
- クラーパンカ（ウクライナ語版）（Крапанка；意訳：「点染め卵」；ウクライナ語の「クラープカ」（крапка、「点」に由来する））は、黄身・白身を除き、蝋結染め（バティック）技術によって装飾された生卵である。装飾は点あるいは小さな斑であり、蝋燭からの点滴によって作成される。
- ドリャーパンカ（ウクライナ語版）（Дряпанка；意訳：「刻み卵」；ウクライナ語の「ドリャーパティ」（дряпати、「刻む」に由来する））は、黄身・白身を除き、一色に染め、尖筆で刻まれた白い線型の装飾を持つ生卵である。
- マリョーヴァンカ（Мальованка；意訳：「画き卵」；ウクライナ語の「マリュヴァーティ」（малювати、「画く」に由来する））は、黄身・白身を除き、蝋結染め（バティック）を用いらずに絵の具で装飾された生卵である。
- ルィストーヴァンカ（Листованка；意訳：「葉染め卵」；ウクライナ語の「ルィースチャ」（листя、「葉」に由来する））は、黄身・白身を除き、葉っぱを殻につけて一色に染めた生卵である。

クラーシャンカを除き、すべての卵は装飾品である。装飾品の黄身と白身は卵の頭に空けた小さな穴を通して取り除かれる。

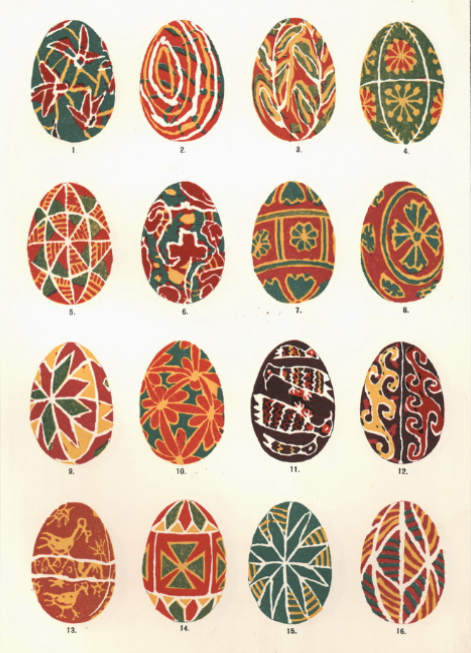
慈善家カテリーナ・ニコラエヴナ・スカルジンスカの収集したデザインコレクション